# Nortonville (Kansas)
Nortonville – miasto w Stanach Zjednoczonych, w stanie Kansas, w hrabstwie Jefferson.